# In the Bleak Midwinter

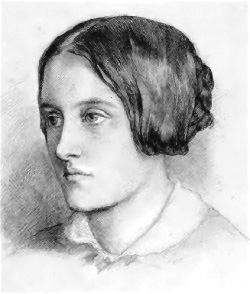
Christina Rossetti, retratada por su hermano.

In the Bleak Midwinter es un villancico basado en un poema de la poetisa inglesa Christina Rossetti, escrito antes de 1872 en respuesta a una solicitud de la revista Scribner's Monthly de un poema de Navidad. Fue publicado póstumamente en las Obras Poéticas (1904).
El poema llegó a ser un villancico después de que apareciera en El Himnario inglés de 1906, con una versión de Gustav Holst.
La versión del himno de Harold Darke de 1911 es más compleja y fue nombrada como el mejor villancico en una encuesta de algunos de los líderes mundiales entre los maestros de coro y expertos corales en 2008.

## Análisis
En el primer verso, Rossetti describe las circunstancias físicas de la Encarnación en Belén. En el segundo verso, Rossetti contrasta la primera y la segunda venida de Cristo.  El tercer verso se obsesiona con el nacimiento de Cristo y describe el entorno sencillo, en un establo humilde y mirado por bestias de carga. Rossetti logra otro contraste en el cuarto verso, esta vez entre los ángeles incorpóreos que asisten al nacimiento de Cristo con la capacidad de María de prestar a Jesús afecto físico. Este verso está omitido en la versión de Harold Darke.  El verso final cambia la descripción a un proceso pensado más introspectivo. Darke repite la última línea en su versión.
El himnólogo y teólogo Ian Bradley ha cuestionado la teología del poema: "¿Es correcto decir que el cielo no puede aguantar a Dios, ni la tierra sostenerle, y qué aproximadamente el cielo y la tierra huyen fuera cuándo viene a reinar?"
Sin embargo 1 Reyes 8.27, en la oración de dedicación del Templo de Salomón, dice: "Pero el dios realmente se obsesiona tierra? Los cielos, incluso el cielo más alto, no te pueden contener." Considerando "el cielo y la tierra que huyen fuera", muchos Testamento Nuevo los pasos apocalípticos utilizan tal lengua, principalmente Revelation 20. 11 "Y vi un trono blanco grande, y Le aquello sentó encima lo, de de quién cara la tierra y el cielo huyeron fuera; y allí estuvo encontrado ningún sitio para ellos" (KJV). La lengua similar está utilizada en II Peter 3. 10-11: "Los cielos desaparecerán con un rugido, los elementos serán destruidos por fuego... Que el día traerá sobre la destrucción de los cielos por fuego, y los elementos fundirán en el calor. Pero en mantener con su promesa estamos quedando a la espera de un cielo nuevo y una tierra nueva, donde righteousness mora" (NIV).

## Versiones
El texto de este poema de Navidad ha sido musicado muchas veces, las versiones más famosas fueron compuestas por Gustav Holst y Harold Edwin Darke a principios del siglo XX.
La versión de Holst, "Cranham", es una versión para canto comunitario, puesto que el poema es irregular en metro y cualquier versión de él requiere una tonada hábil y adaptable. El himno está tomado de Cranham, Gloucestershire y estuvo escrito para el himnario inglés  de 1906.
La versión de Darke, escrita en 1909 mientras era estudiante en el Royal College of Music, es más adelantado y cada verso está tratado ligeramente de manera diferente, con solos para soprano y tenor (o un grupo de sopranos y tenores) y un acompañamiento de órgano delicado. Esta versión es la preferida de coros catedralicios, y es la que se oye generalmente en las emisiones radiofónicas de Nueve Lecciones y Villancicos del coro del King's College. Darke sirvió como director del coro durante la Segunda Guerra Mundial.
Otras versiones son las de:
- El compositor canadiense Robert Watson para coro mixto a 4 voces, SATB, con acompañamiento de órgano.[7]
- El primer villancico de la obra Christ's birthday del compositor inglés Bruce Montgomery.[8]
- Mid-Winter, para dos voces (SS o SA), con teclado, u orquesta, ou orquesta de metal de Bob Chilcott.[9]
- Para 4 voces (SATB) a capela o acompañadas de piano y oboe del compositor estadounidense Michael John Trotta.[10]
- Para coro (SATB) a capela o coro más un instrumento de Robert Walker. Escrito para el coro de la iglesia parroquial de Grimsby para la Navidad de 1972.[11]
- Para Mezzo y órgano en Fa mayor de Derek Holman, 1981.[12]
- Para voz y piano de Eric Thiman,[13]
- Benjamin Britten incluyó una versión para coro en la variación 5 de su obra A boy was born (Un chico ha nacido).[14][15][16]
- Para coro a capela (SATB) de Richard Rodney Bennett[17]
- Para coro mixto (SATB) con soprano solista de Michael Mullinar
- Para coro y oboe de Alan Higbee.
- Para coro y órgano de Alexander Tilley.
- Para voz y coro de Richard Allain.
- Para soprano, coro y óegano de Harold Boulton.
- Para coro de Philip Ledger.[18]
- Para coro a 4 voces (SATB) con acompañamiento de órgano o piano de Philip Stopford.,[19][20]

## Texto
| Inglés | Castellano |
| --- | --- |
| In the bleak midwinter, frost wind made moan, Earth stood hard as iron, water like a stone; Snow had fallen, snow on snow, snow on snow, In the bleak midwinter, long ago. Our god, heaven cannot hold him, nor earth sustain; Heaven and earth shall flee away when he comes to reign. In the bleak midwinter a stable place sufficed The lord God almighty, Jesuschrist. Angels and archangels may have gathered there, Cherubim and seraphim thronged the air; But his mother only, in her maiden bliss, Worshiped the beloved with a kiss. What can I give him, poor as I am? If I were a shepherd, I would bring a lamb; If I were a wise man, I would do my part; Yet what I can I give him: give my heart. | En pleno sombrío invierno, el gélido viento parecía gemir, La tierra estaba dura como el hierro, el agua como una piedra; Había nevado, nieve sobre nieve, nieve sobre nieve, En pleno sombrío invierno, hace mucho tiempo. A nuestro Dios, el cielo no pudo retenerlo, ni la tierra sostener; El cielo y la tierra huirán lejos cuando venga su Reino. En pleno sombrío invierno, un establo bastó para el Señor Dios Todopoderoso, Jesucristo. Ángeles y arcángeles pudieron reunirse allí, Querubines y serafines abarrotaron el aire; Mientras sólo su madre, en su felicidad de doncella, Adoraba a su amado hijo con un beso. ¿Qué puedo yo darle, pobre como soy? Si yo fuera un pastor, le llevaría un cordero; Si yo fuera un Rey Mago, aportaría mi regalo; Pero lo que puedo dar se lo doy: le doy mi corazón. |

## En cultura popular
La canción estuvo utilizada como parte del argumento principal en el especial de Navidad de 2010 de Doctor Who, Un villancico, cantado por la cantante galesa Katherine Jenkins.
En la serie de televisión para Apple TV+ "Dickinson", Sue Gilbert toca y canta al piano "In the bleak midwinter". Austin, hermano de Emily Dickinson y prometido de Sue, le pide que toque algo en la fiesta de Navidad en la casa de los Dickinson, y que lo haga para él. Y Sue responde "Tocaré algo. Para Emily".
En la serie de televisión de la BBC Peaky Blinders, el pandillero y veterano de guerra Thomas Shelby murmura in the bleak midwinter antes de disparar a su compañero de batalla y desfigurado por la guerra, Danny.
El poema y la frase fueron populares entre los soldados de la Primera Guerra Mundial.